# Dizengoffova ulice
Dizengoffova ulice (hebrejsky רחוב דיזנגוף) je hlavní ulice v centru Tel Avivu, pojmenována po prvním starostovi Tel Avivu Me'irovi Dizengoffovi.
Ulice se táhne od jihu od rohu Ibn Gabirolovy ulice až k severu k přístavní oblasti Tel Avivu. Dizengoffova ulice je jednou z nejdůležitějších ulic v Tel Avivu a hrála zásadní roli v rozvoji města. Od 70. let 20. století se ulice potýká s chátráním některých objektů.

## Historie
V době největšího rozkvětu byla označována jako „Avenue des Champs-Élysées Tel Avivu“. V hebrejském slangu vzniklo nové slovo na základě statusu této ulice: „l'hizdangef“ (hebrejsky להזדנגף), což doslova znamená „procházet se po Dizengoffu“. Od 70. let 20. století se ulice potýká s chátráním některých objektů. Jako hlavní důvody se uvádí příchod nákupního centra Dizengoffova centra a změny v uspořádání Dizengoffova náměstí.

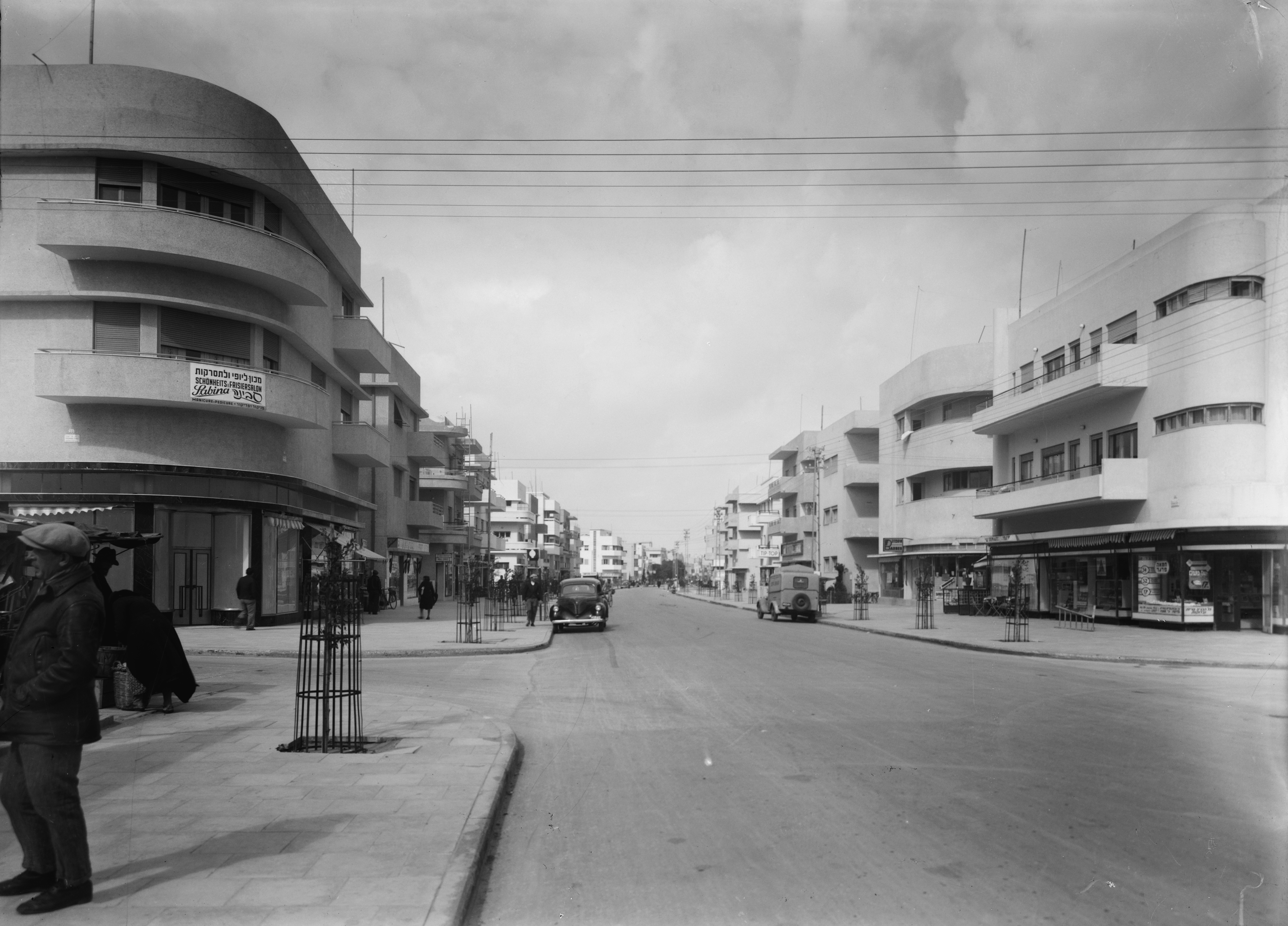
Ulice v 30. letech 20. století

Úsek ulice směrem na sever k Dizengoffovu náměstí byl kdysi velmi luxusní. Severně od Dizengoffova náměstí se na ulici nacházejí luxusní obchody. Na ulici se nachází mnoho kaváren a obchodů s oblečením (převážně svatebním). Na jižním konci ulice se nachází významné Dizengoffovo náměstí a nákupní centrum Dizengoffovo centrum.
Dne 19. října 1994, při sebevražedném atentátu Hamásu na autobus, zahynulo 23 lidí.
Při masové střelbě islamistů dne 1. ledna 2016 zahynuli tři lidé.

## V populární kultuře
Film Dizengoff 99 (1979), který se stal izraelskou klasikou, popisuje způsob života na ulici a proměny ulice v průběhu let.